# An Hommes
A.C. (An) Hommes (ca. 1943) is een Nederlands politicus van de VVD.
Van 1982 tot 1994 was ze gemeenteraadslid in Alphen aan den Rijn. Vanaf 1989 was ze daar enkele jaren wethouder als opvolgster van Henk den Duijn die burgemeester van Rozenburg was geworden. In 1995 werd Hommes burgemeester van de toenmalige Zuid-Hollandse gemeente Valkenburg. In januari 2001 werd ze waarnemend burgemeester van de gemeente 's-Gravenzande wat ze bleef tot 1 januari 2004 toen die gemeente opging in de nieuwe gemeente Westland. Vervolgens was ze van april tot december 2004 waarnemend burgemeester van de gemeente Jacobswoude. In 2005 werd Hommes waarnemend burgemeester van de gemeente Rijnwoude waar ze tot haar pensionering in 2008 aanbleef.